# 54 (număr)
54 (cincizeci și patru, pronunțat în tempo rapid și cinzeci și patru) este numărul natural care urmează după 53 și este urmat de 55.

## În matematică
54
- Este un număr compus, având divizorii 1, 2, 3, 6, 9, 18, 27, 54.
- Este un număr abundent.[2][3]
- Este un număr 19-gonal.[4]
- Este un număr Leyland și se poate scrie ca dublul cubului numărului 3: 54 = 2 x 33.[5]
- Este un număr Størmer.[6][7]
- Poate fi scris ca o sumă de trei pătrate în 3 moduri diferite: 72 + 22 + 12 = 62 + 32 + 32 = 52 + 52 + 22 = 54. Este cel mai mic număr cu această proprietate.
- Deoarece este și un multiplu de 6, este un număr semiperfect.[8]
- Este un număr harshad în baza 10.[9]
- Este un număr practic.[10][11]
- Este un număr rotund.[12][13]
- Un graf Holt are 54 de colțuri.
- Valoarea funcției sinus pentru un unghi de 54 de grade este egală cu jumătate din secțiunea de aur: (sin54) / 2 = 1,618033.

## În știință
- Este numărul atomic al xenonului.[14]

### Astronomie
- NGC 54 este o galaxie spirală în constelația Balena.
- Messier 54 este un roi globular din constelația Săgetătorul.
- 54 Alexandra este o planetă minoră.

## În alte domenii
Cincizeci și patru se poate referi la:
- Prefixul telefonic internațional al Argentinei.[15]
- Este codul pentru departamentul francez Meurthe-et-Moselle.
- Cubul Rubik prezintă 54 de pătrate separate colorate (prezintă 6 fețe, fiecare cu câte 9 pătrate mici).
- Numărul statelor din Africa
- Este codul de țară UIC al Cehiei.[16]